# 筋肉人摔角大赛
《筋肉人摔角大赛》是一款由万代公司制作和发行的体育类游戏。本游戏于1985年11月在红白机发行。1987年，续作《筋肉人 筋肉星王位争夺战》在FC磁碟机发行。
在日版中，共有八个人物可供选择。玩家可以选择和电脑对战，或者和另一玩家对战。